# Typhula ishikariensis
Espèce
Typhula ishikariensis est une espèce de champignons basidiomycètes de la famille des Typhulaceae. Cette espèce est responsable de la  moisissure grise des neiges, maladie cryptogamique qui affecte les graminées, notamment les graminées à gazons et certaines céréales, lorsqu'elles sont recouvertes par la neige pendant une longue période.

## Liste des variétés
Selon NCBI (30 octobre 2018) :
- variété Typhula ishikariensis var. canadensis
- variété Typhula ishikariensis var. ishikariensis